# Kniehebelpresse

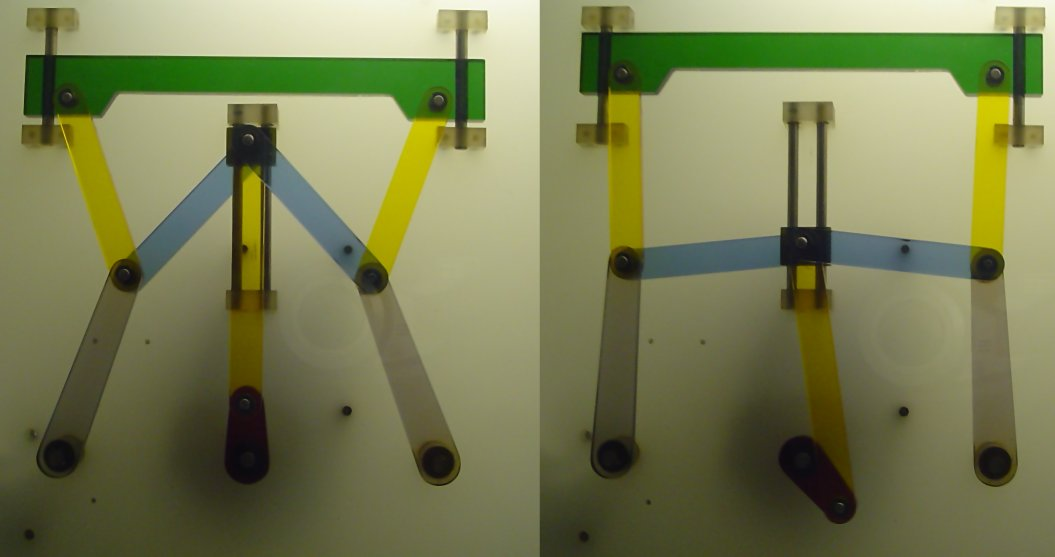
Schaumodell einer Kniehebelpresse zum Schnellprägen: Der Kurbeltrieb unten wirkt auf den zentralen gelben Zugstab, der oben an zwei senkrechten Gleitstangen geführt wird und dort mit zwei blauen Druckstäben verbunden ist. Diese schieben wiederum die beiden aus den gelben und weißen Stäben gebildeten Knie nach außen, wodurch die grüne Pressplatte angehoben wird.

Die Kniehebelpresse ist eine von Diedrich Uhlhorn im Jahre 1817 in Grevenbroich zum Prägen von Münzen und Medaillen konstruierte Hebelpresse mit Kniehebel. Ein oder zwei Hebel, die einem menschlichen Knie ähneln, verleihen diesem Pressentyp ihren Namen.

## Aufbau und Funktion

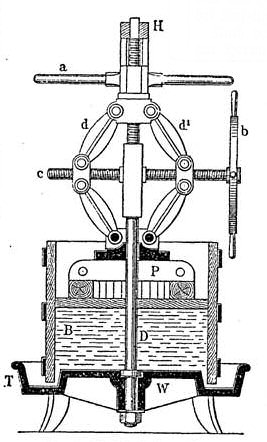
Kniehebel-Obstpresse: Nach dem Einfüllen der Obstmasse (B) wird die Pressplatte (P) durch Betätigung des Handrads (a) nach unten geführt. Sodann werden durch Drehung des Handrads (b) und der Spindel (c) die seitlichen Kniehebel (d und d^{1}) zusammengezogen, welche die Druckplatte (P) mit großer Kraft nach unten pressen.

Kniehebelpressen nutzen den sogenannten Kniehebel-Effekt: Je weiter der Kniehebel durchgestreckt wird, desto langsamer, aber kraftvoller wird die Bewegung der Presse. Zu Anfang wird der Pressstempel relativ zügig an das Pressgut herangeführt, aber die erreichbare Presskraft ist noch gering. Je weiter sich die Kniehebel einander annähern, desto langsamer wird die Bewegung des Pressstempels, während die Presskraft ansteigt, da sich die Übersetzung der Hebelkraft kontinuierlich ändert. Bei einer Hebeldrehung von 0° (gebeugtes Knie) auf 90° bzw. π/2 (gestrecktes Knie) nimmt der von der Pressplatte zurückgelegte Weg proportional zum Sinus immer langsamer zu. Somit steigt die Kraft proportional zum negativen Kosekans. Kniehebelpressen können elektrisch, elektromechanisch, hydraulisch, pneumatisch oder von Hand angetrieben werden.
Die Kniehebel-Obstpresse verfügt über einen sogenannten Helm (H) und ein Widerlager (W). Die Pressplatte (P) drückt eine hölzerne Platte auf das in den ebenfalls hölzernen Bottich (B) geschüttete Pressgut und empfängt ihren Druck durch den doppelten Kniehebel (d; d1), welcher von dem Handrad (b) aus über die linksrechte Spindel (c) angetrieben wird.
Zu Beginn des Pressens wird der ganze Hebelapparat durch das Drehkreuz (a) mit Mutter längs der im oberen Teil mit einem Gewinde versehenen Spindelachse (D) abwärts bewegt. Erst wenn eine größere Preßkraft erforderlich wird, wird der Kniehebelapparat eingesetzt. Der umlaufende Tellerrand (T) des Widerlagers (W) dient zum Auffangen der Flüssigkeit.

## Anwendung
Kniehebelpressen kommen bei verschiedenen Fertigungsverfahren zum Einsatz.
Beispiele aus dem metall- und kunststoffverarbeitenden Gewerbe:
- Spritzgießen
- Druckgießen
- Prägen
- Tiefziehen
- Pulverpressen

Beispiele aus dem Druckwesen und der graphischen Kunst:
- Hochdruckverfahren
- Tiefdruckverfahren
- Steindruck

Auch viele Wagenheber arbeiten mit Kniehebeln.

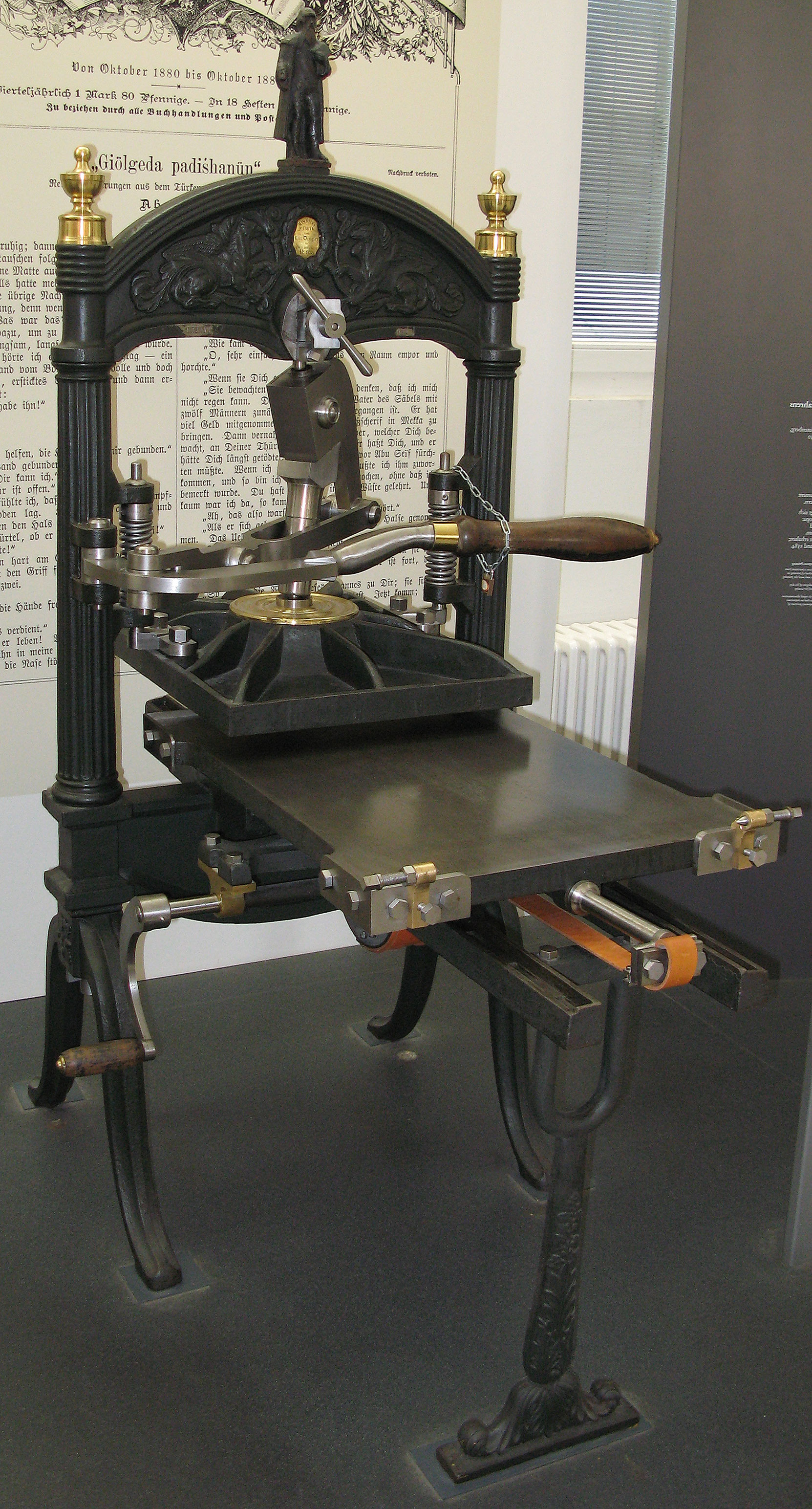
Kniehebelpresse im Buchdruckergewerbe
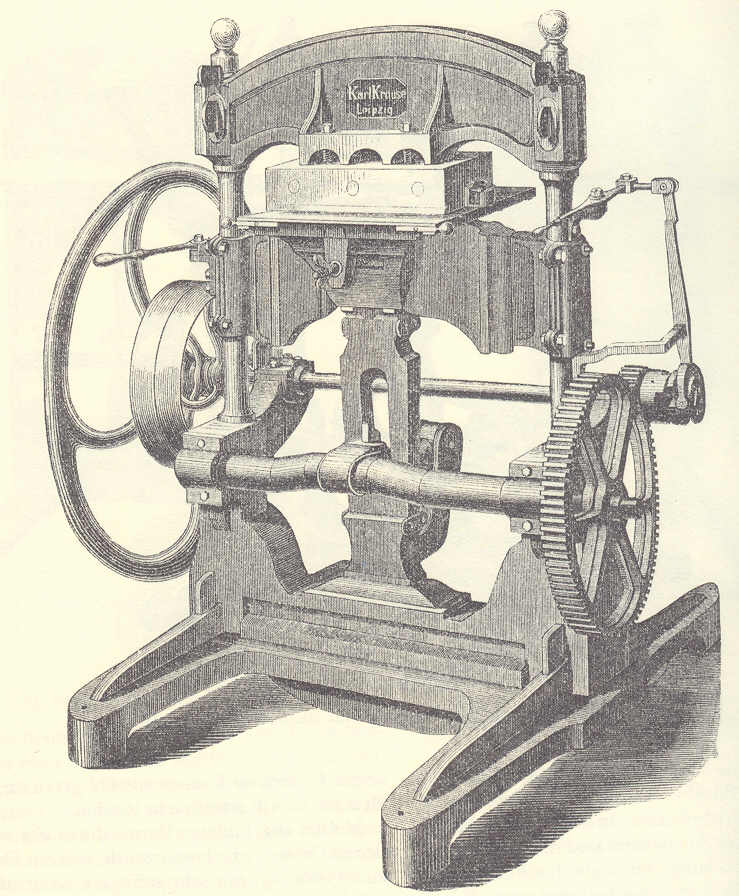
Kniehebelpresse für das Buchbinderhandwerk
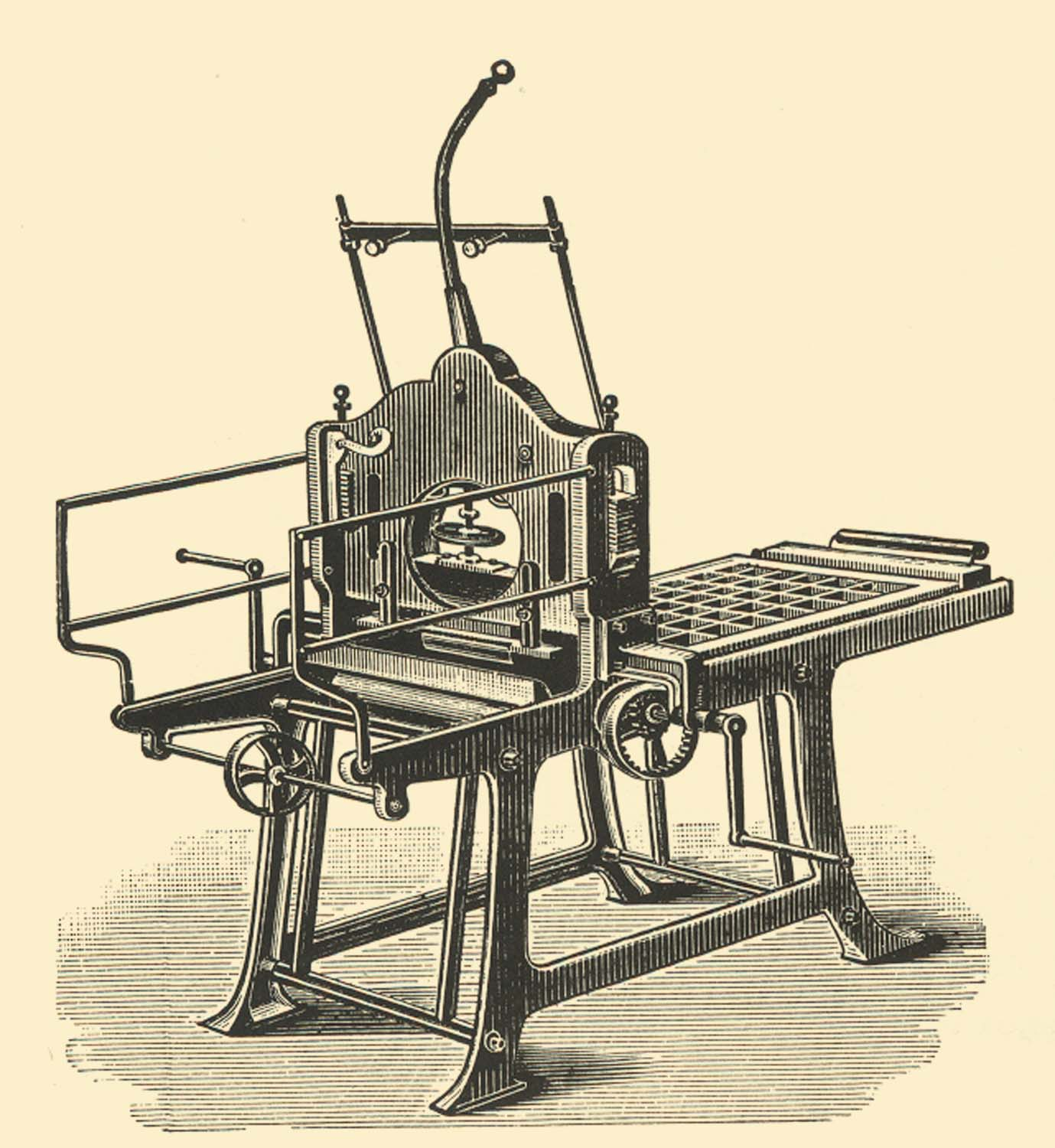
Kniehebelpresse als Steindruck-Handpresse
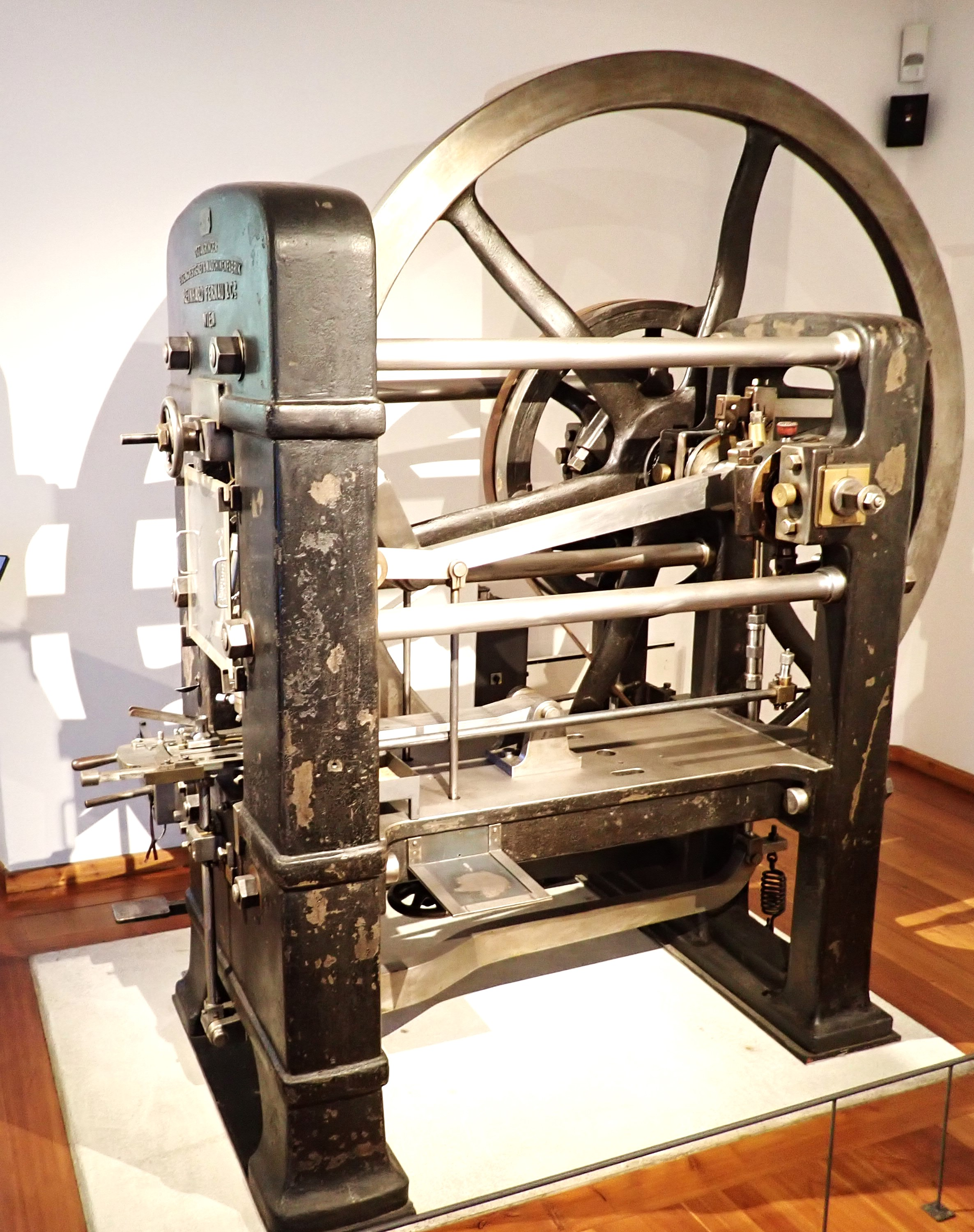
Kniehebelpresse von 1893 für die Münzprägung im Museum „Münze Hall“
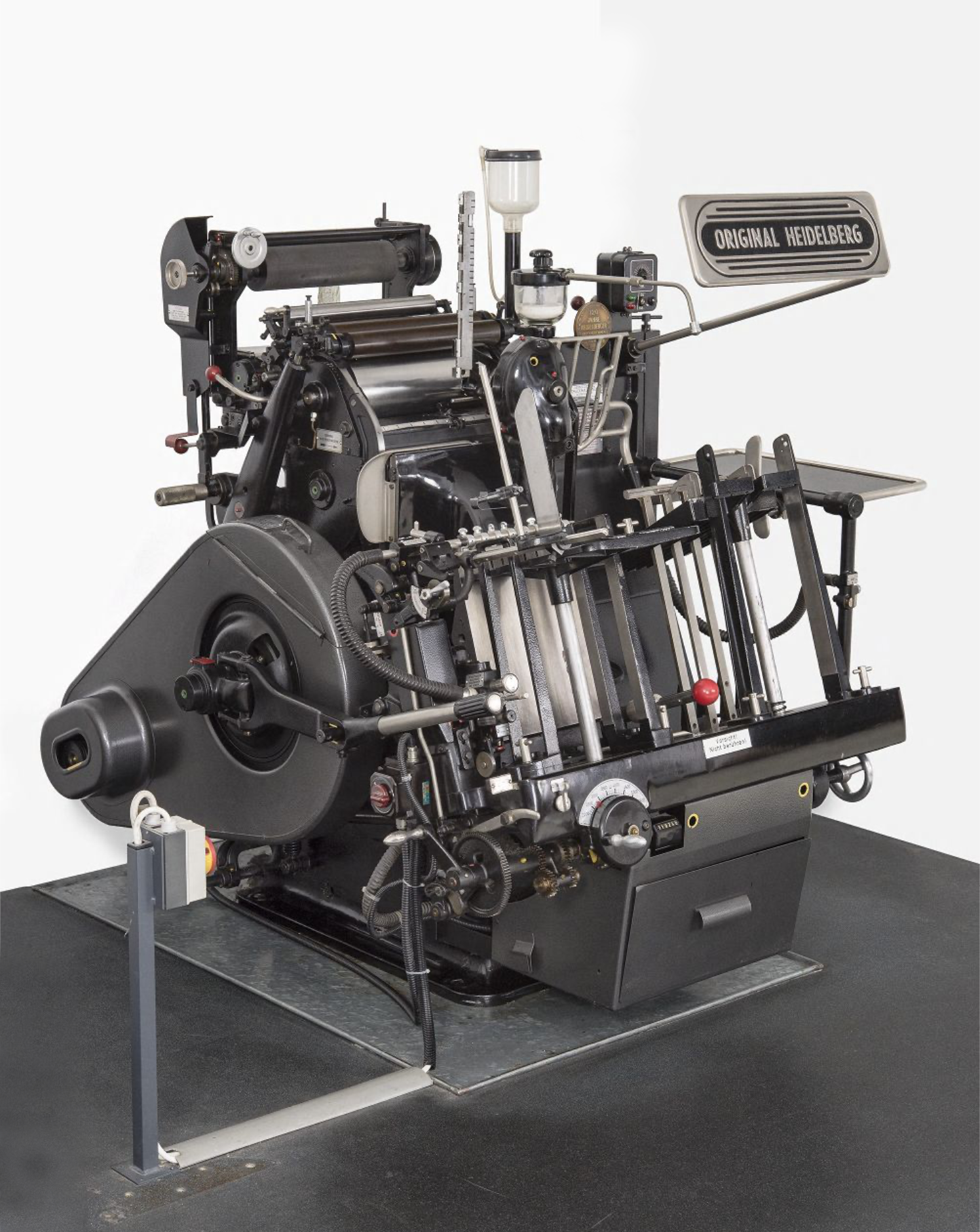
Die weltweit verbreitete Buchdruckmaschine Original Heidelberger Tiegel arbeitet mit dem Kniehebelsystem